# Abby Dalton
Abby Dalton (Las Vegas, 15 de agosto de 1935 — Los Angeles, 23 de novembro de 2020) foi uma atriz norte-americana, provavelmente mais conhecida pelos seus papéis de televisão nas sitcoms Hennesey (1959-62) e The Joey Bishop Show (1962-65) e como Julia Cumson na série de horário nobre Falcon Crest (1981-86).

## Vida e profissão
Abby nasceu com o nome de Marlene Wasden em Las Vegas, Estado do Nevada. Tem três filhos do seu casamento com Jack Smith (que terminou em divórcio), incluindo a atriz Kathleen Kinmont. Kathleen foi casada com Lorenzo Lamas, filho da personagem de Abby em Falcon Crest.

### Televisão

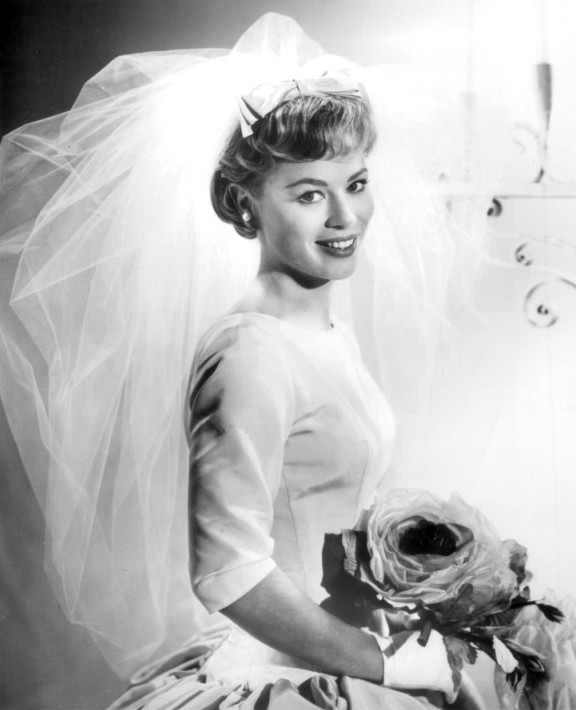
Abby como a feliz Martha Hale no final de Hennessey, 17 de setembro de 1962

Abby apareceu várias vezes na televisão. James Garner e Clint Eastwood lutaram pela personagem de Abby no episódio "Duel at Sundown" da série western da ABC/Warner Brothers chamada Maverick. Em 1958, aparece como Eloise Barton num episódio da série western da NBC chamada Jefferson Drum, com Jeff Richards como jornalista.
Em janeiro de 1959, Abby Dalton foi escolhida para fazer de Elizabeth Bingham para o episódio "The Desperadoes" da série western da ABC/WB chamada Sugarfoot, com Will Hutchins no papel principal. Na história, numa missão ao sul do Texas, Tom "Sugarfoot" Brewster c. 1870 descobre um plano misterioso para matar o presidente mexicano Benito Juarez. Jack Kruschen e Anthony George contracenam com Abby neste episódio como Sam Bolt e Padre John, respetivamente.

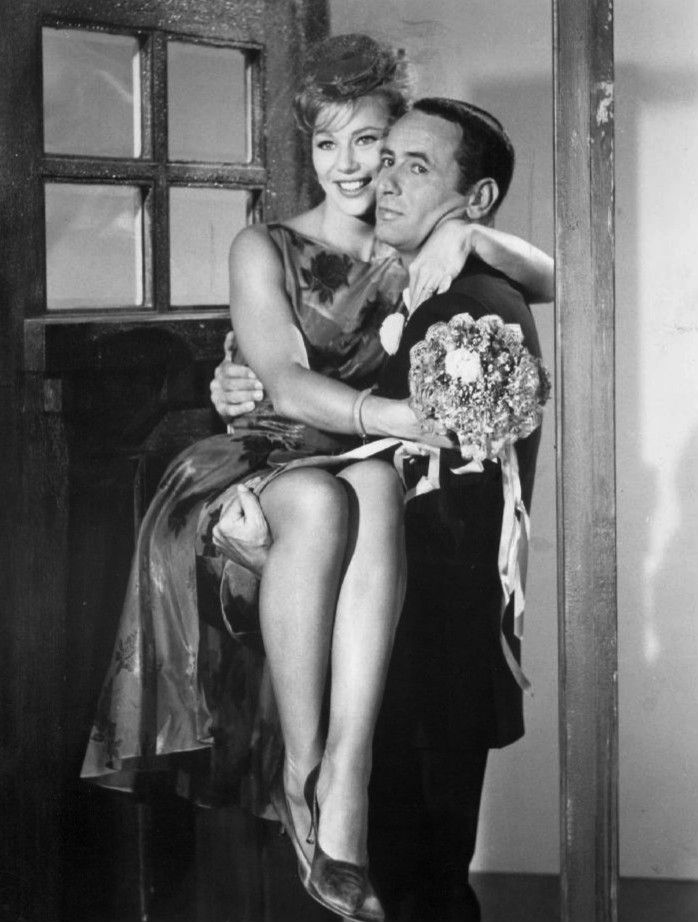
Abby Dalton com Joey Bishop em Joey Bishop Show (1962)

Abby protagoniza a enfermenria Martha Hale na série da CBS chamada Hennesey (e foi nomeada por esse papel para um Emmy em 1960-'61) com Jackie Cooper no papel principal, e faz da mulher de Joey Bishop em The Joey Bishop Show, uma sitcom da NBC e da CBS de 1961 a 1965. Com a chegada ao fim de Hennessey, The Joey Bishop Show preparava-se para a sua estreia na NBC. Abby fazia de Ellie Barnes, a mulher de Joey Barnes (Joey Bishop). Com a estreia da série a 15 de setembro de 1962, Abby Dalton e Bishop aparecem como os recém-casados Ellie e Joey Barnes. O final da série Hennessey é transmitido dois dias depois,a 17 de setembro de 1962, com o casamento de Martha Hale com Chick Hennessey. Assim, Abby casa-se com duas personagens de televisão diferentes, de duas estações televisivas diferentes no espaço de dois dias.
Abby Dalton é semi-regular em The Match Game da NBC e aparece nos primeiros anos de Hollywood Squares. Dalton também aparece em Super Password, com Bert Convy como convidado, e tem uma participação especial no programa da NBC, Here's Hollywood.
Abby foi escolhida para o epiódio piloto do que se vem a tornar a série da ABC Barney Miller, como esposa de Barney. No entanto, aquela versão do piloto, para uma série chamada The Days and Nights of Captain Barney Miller, foi rejeitada pela estação e o papel acabou por ser dado a Barbara Barrie. Em 1977, aparece num episódio da série da ABC chamada The Feather and Father Gang.
Mais tarde, Abby protagoniza a enóloga Julia Cumson na série Falcon Crest, da CBS. Na história, Julia é filha de Angela Channing (Jane Wyman) e mãe de Lance Cumson (Lorenzo Lamas) e mais tarde revela-se ser mãe de Christopher Rossini (Ken Olin). Em Falcon Crest, Julia era relativamente temente da mãe, Angela, protagonizada pela lendária Jane Wyman. Nas primeiras duas temporadas da série, a sua personagem era um pouco problemática mas relativamente normal mas com o final da segunda temporada, revela-se uma assassina. Muito da terceira temporada foca-se na forma como lida com a vida na prisão e depois numa clínica psiquiátrica e já para o fim da temporada, a sua personagem escapa do manicómio e tenta matar a sua mãe enquanto se encontrava disfarçada de freira. Acreditou-se, depois, que Julia teria sido morta no penúltimo episódio da terceira temporada mas nos primeiros episódios da temporada seguinte revela-se como estando viva à irmã, Emma Channing (protagonizada por Margaret Ladd). Durante a quarta temporada, Julia é mantida por conspiradores nazis que queriam obter o controle de Falcon Crest mas toda esta história termina a meio da temporada e Abby é excluída conjuntamente com os vilões. Regressa esporadicamente durante a quinta e sexta temporadas, sempre que relevante para a história, mas fica ausente das restantes três temporadas da série. Após sair de Falcon Crest, Abby ainda teve papéis especiais em Hotel e Murder, She Wrote.

### Filmografia
Durante a década de 1950, Dalton tem vários pequenos papéis em filmes como Teenage Doll, Carnival Rock e The High Cost of Loving. O seu primeiro papel como protagonista vem em 1957 com o filme Rock All Night produzido pela American International Pictures. No ano seguinte, aparece em Stakeout on Dope Street, Girls on the Loose e Cole Younger, Gunfighter. Em 1966, Abby faz de Jane Calamidade em The Plainsman contracenando com Don Murray.